# Marguerite Charrier-Roy
Marguerite Charrier-Roy, née à Tours le 14 mai 1870 et morte le 18 avril 1964 à Tonnerre, est une peintre française.

## Biographie
Peintre de fleurs, elle expose dans les années 1920 au Salon de l'Union des femmes peintres et sculpteurs, au Salon d'hiver et au Salon des artistes français.
Elle est la mère de Paul Morand.